# Aedes clivis
Aedes clivis är en tvåvingeart som beskrevs av Lanzaro och Mark D.B. Eldridge 1992. Aedes clivis ingår i släktet Aedes och familjen stickmyggor.
Artens utbredningsområde är Kalifornien. Inga underarter finns listade i Catalogue of Life.